# Perizoma obliquibasis
Perizoma obliquibasis là một loài bướm đêm trong họ Geometridae.